# 9639 Scherer
9639 Scherer è un asteroide della fascia principale. Scoperto nel 1994, presenta un'orbita caratterizzata da un semiasse maggiore pari a 2,3988546 UA e da un'eccentricità di 0,0572486, inclinata di 2,31962° rispetto all'eclittica.